# 844 Leontina
844 Leontina
844 Leontina là một tiểu hành tinh ở vành đai chính, thuộc nhóm tiểu hành tinh Veritas. Nó được J. Rheden phát hiện ngày 01.10.1916 ở Viên, và được đặt theo tên thành phố Lienz (Áo), nơi sinh của J. Rheden (do vợ góa của ông đặt tên).